# Ульяновский областной художественный музей
Областное государственное бюджетное учреждение культуры «Ульяновский областной художественный музей» — художественный музей в городе Ульяновске.

## История
Коллекция Художественного музея начала формироваться с 1895 года как художественный раздел историко-археологического музея Симбирской губернской учёной архивной комиссии. После революционных событий 1917 года в состав музея вошли национализированные собрания симбирских дворян, промышленников, купцов: В. Н. Поливанова, Е. М. Перси-Френч, А. В. Жиркевича, П. И. Юрлов, В. П. Мещеринова, Н. Я. Шатрова .

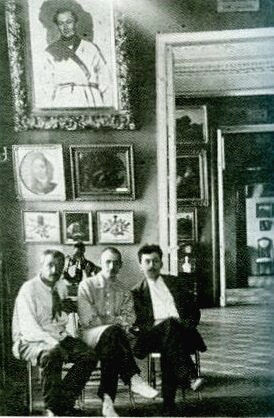
Первый директор музея А. Н. Остроградский (справа), П. Е. Корнилов и Д. И. Архангельский в музее. 1923 г.

В 1920 году музей стал самостоятельным. Первоначально располагался в бывшем доме помещицы Перси-Френч (ныне ул. Ленина, 59). Первым директором музея стал Алексей Николаевич Остроградский.
В 1932 году переведён в Дом-памятник Гончарову, заняв второй этаж здания (на первом этаже находится Ульяновский областной краеведческий музей имени И.А. Гончарова).

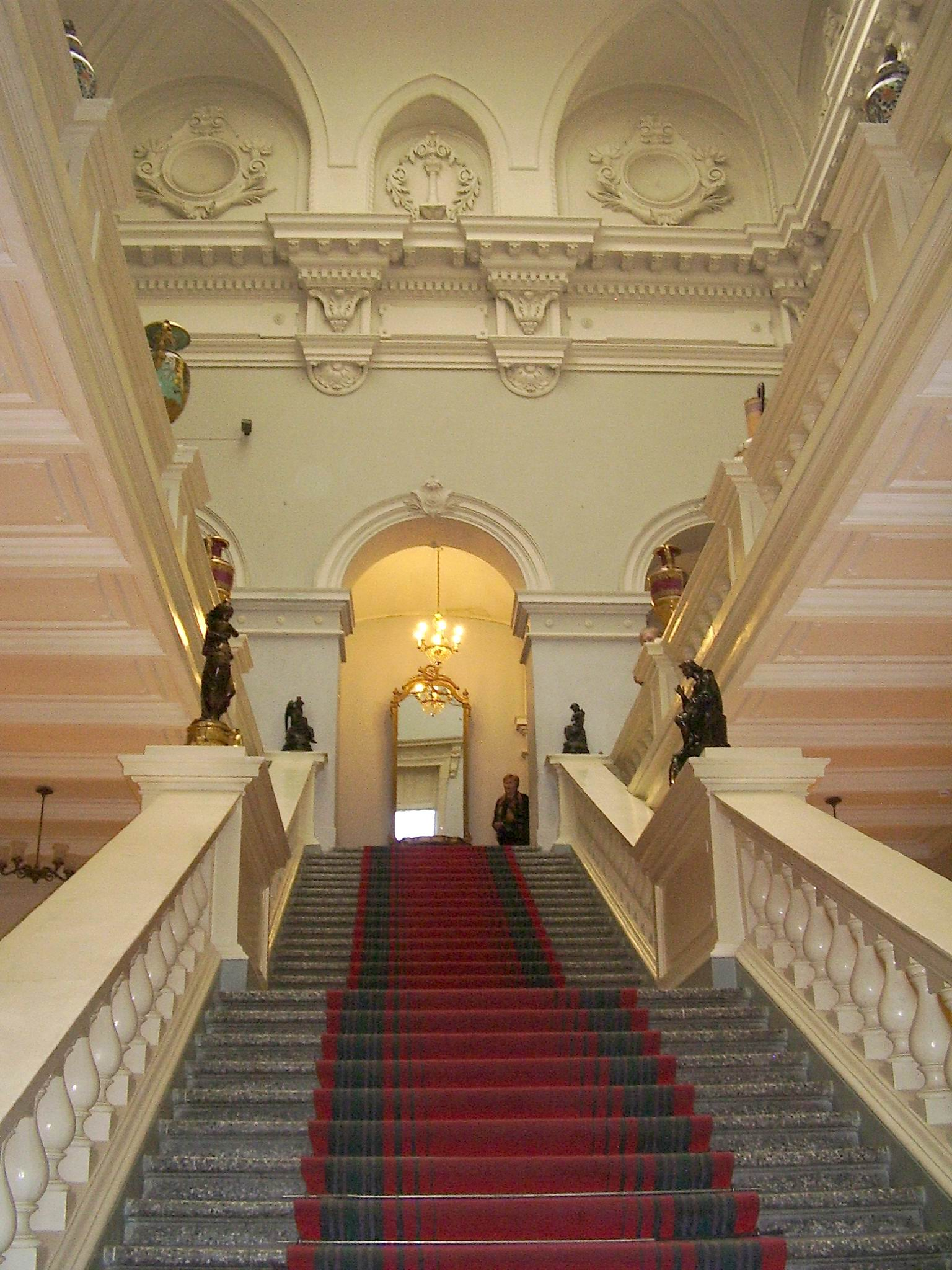
Парадная лестница художественного музея.

В 1920—1930-е годы музей активно пополнялся памятниками, поступившими из Государственного музейного фонда, Пушкинского Дома Академии наук, Государственного Эрмитажа.
С началом Великой Отечественной войны, с октября 1941 года, музей вынужден был свернуть свои экспозиции в связи с передачей здания под Наркомат внешней торговли. В январе 1942 года здание переходит в ведение Наркомата обороны. В ноябре 1942 года  здание передается эвакуированному Воронежскому медицинскому институту и заводу имени Сталина (ЗИС). В условиях военного времени музей продолжал политико-воспитательную деятельность.
19 января 1943 года Указом Президиума Верховного Совета СССР была образована Ульяновская область. 26 апреля 1943 года Ульяновский облисполком вынес постановление об освобождении здания, занятого различными учреждениями. Решением Ульяновского облисполкома № 405 от 11 августа 1943 года Художественный музей из городского преобразован в областной.

## Текущее состояние
В настоящее время фонды музея насчитывают около 11607 единиц хранения
В фондах музея находятся уникальные коллекции русской и западноевропейской живописи, скульптуры, графики XVI—XX веков.
К числу шедевров западноевропейского искусства, определяющих своеобразие коллекции, относятся произведения выдающихся мастеров Франции, Испании, Голландии XVI—XVII веков: Н. де Ларжильера, Я. В. Скорела, Х. де Вальдеса Леаля, К. Кейнинка, Д. Тенирса.
Гордостью музея являются полотна кисти Д. Левицкого, Ф. Рокотова, В. Боровиковского,, К. Брюллова, А. Иванова.
Уникальна коллекция усадебных портретов, созданных крепостными мастерами Симбирской губернии.
Отдел декоративно-прикладного искусства содержит в своём составе античную керамику IV—III веков до н. э., фарфор России, Германии и Франции, художественную мебель, русское и западноевропейское стекло.
Музей обладает значительными монографическими коллекциями, без которых нельзя с должной полнотой представить творчество К. Брюллова, В. Худякова и таких ульяновских художников, как А. Пластов, Д. Архангельский.

## Залы[6]
- Галерея музея — представлены произведения XVI—XIX вв. итальянской, испанской, немецкой и французской живописных школ.
- Зал западноевропейского искусства — произведения нидерландской живописи XVI в., голландской и фламандской живописи XVII в.

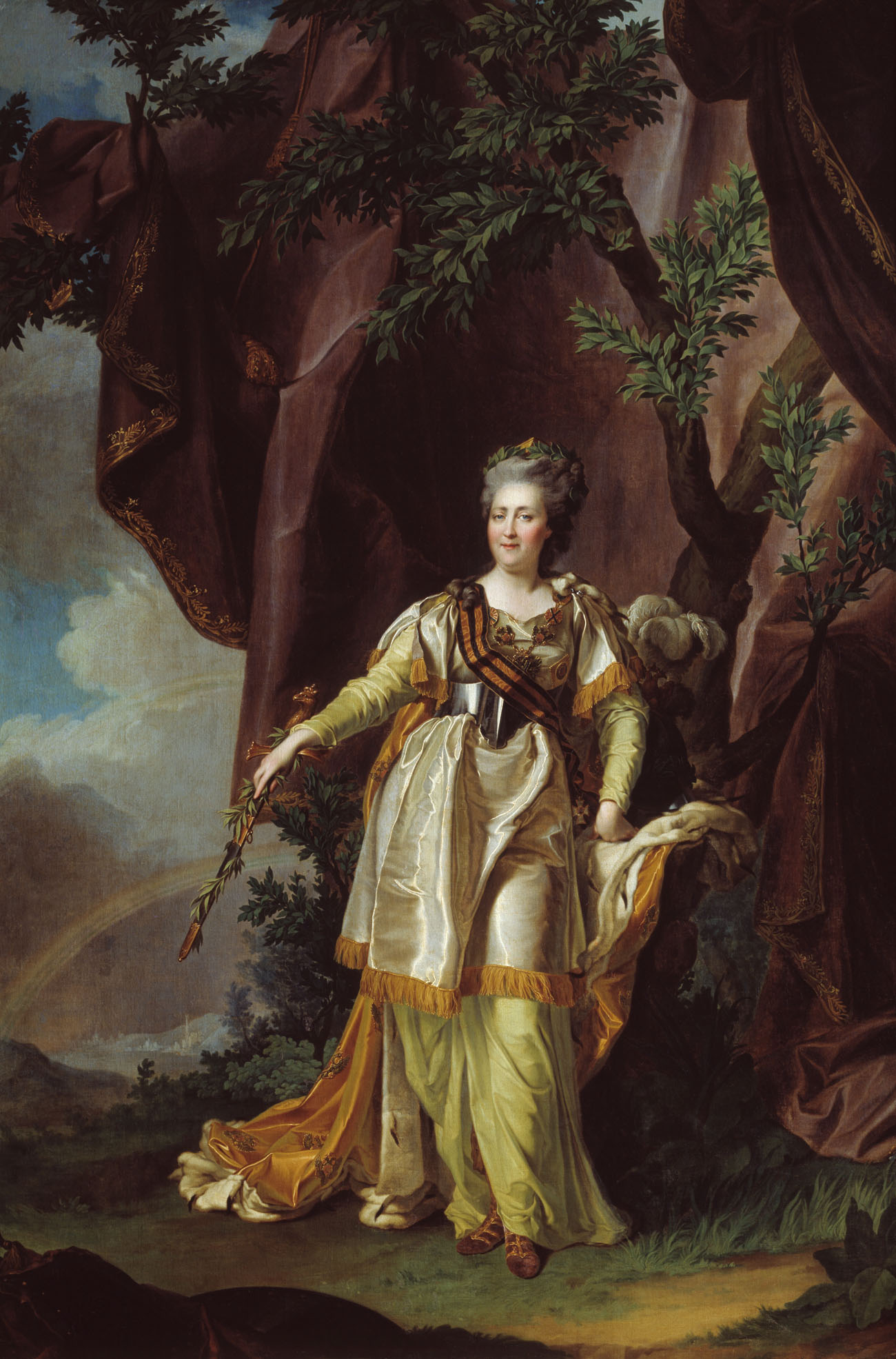
Д. Г. Левицкий (1735-1822). Портрет Екатерины II.
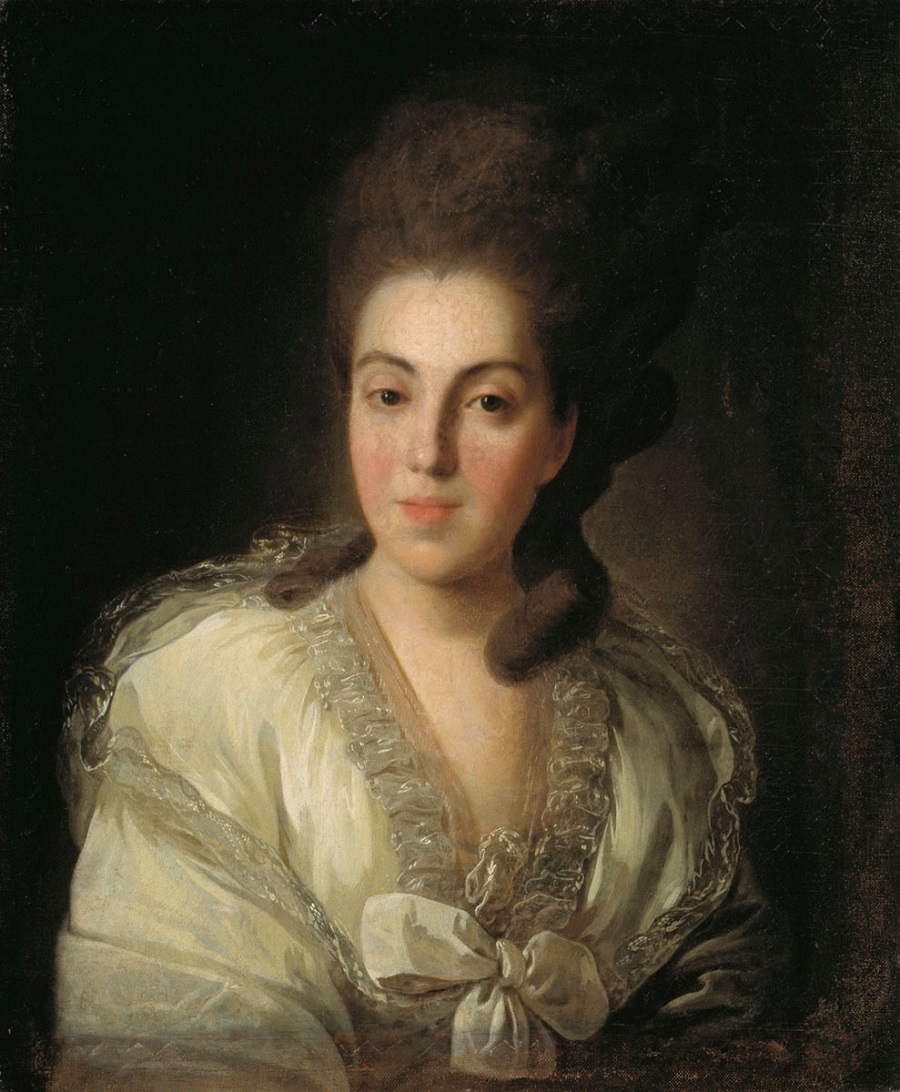
Ф. С. Рокотов (1735(?)-1808). Портрет княгини А. А. Голицыной.
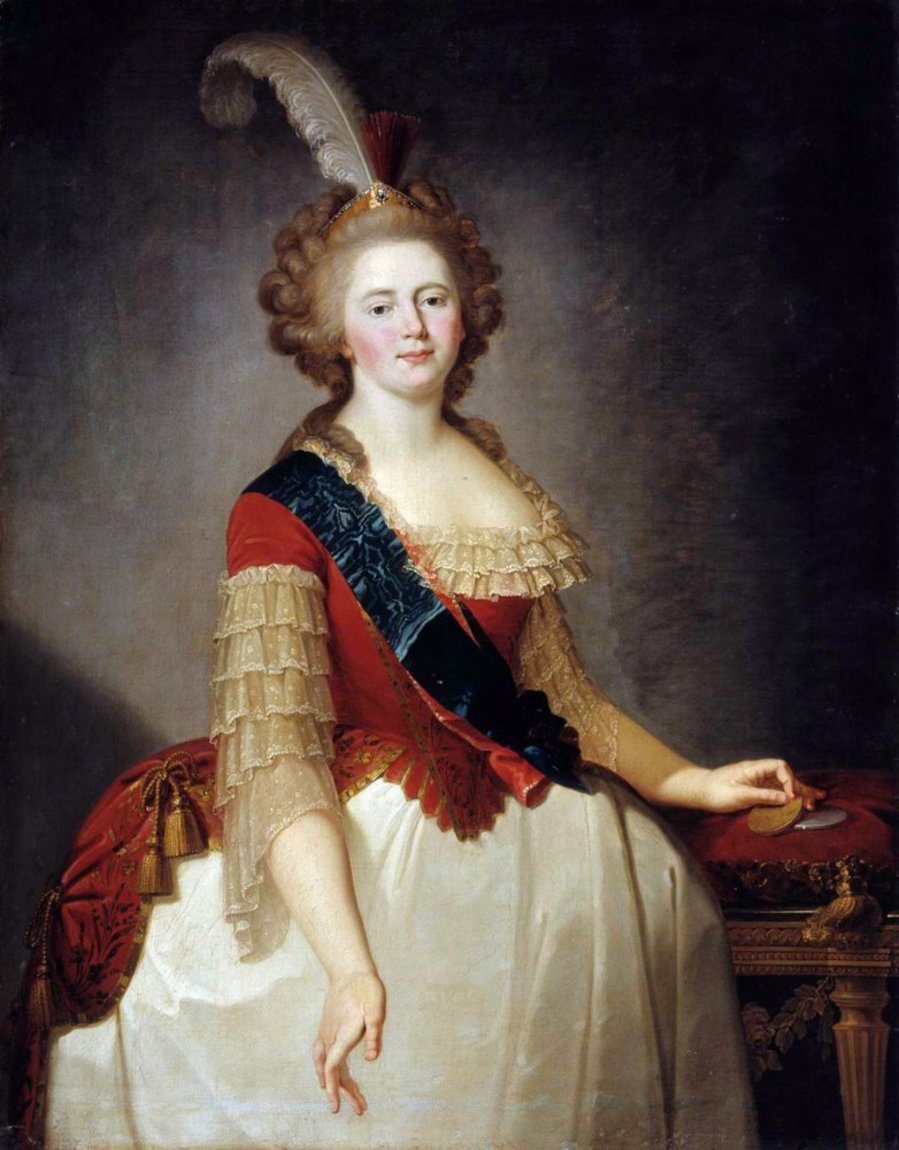
Портрет императрицы Марии Фёдоровны. Худ. В. Л. Боровиковский

- Зал русского искусства XVIII века — иконы XVI—XVIII вв. и работы русских художников XVIII века.
- Зал русского искусства 1-й половины XIX века — произведения русских художников XIX века и западноевропейских мастеров, живших и работавших в России в 1-й половине XIX века

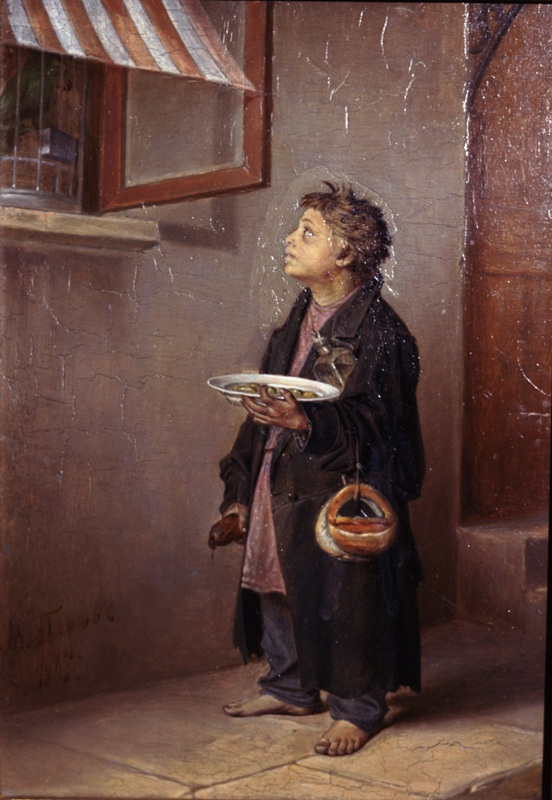
В.Г. Перов (1834-1882). Мальчик-мастеровой.1865.
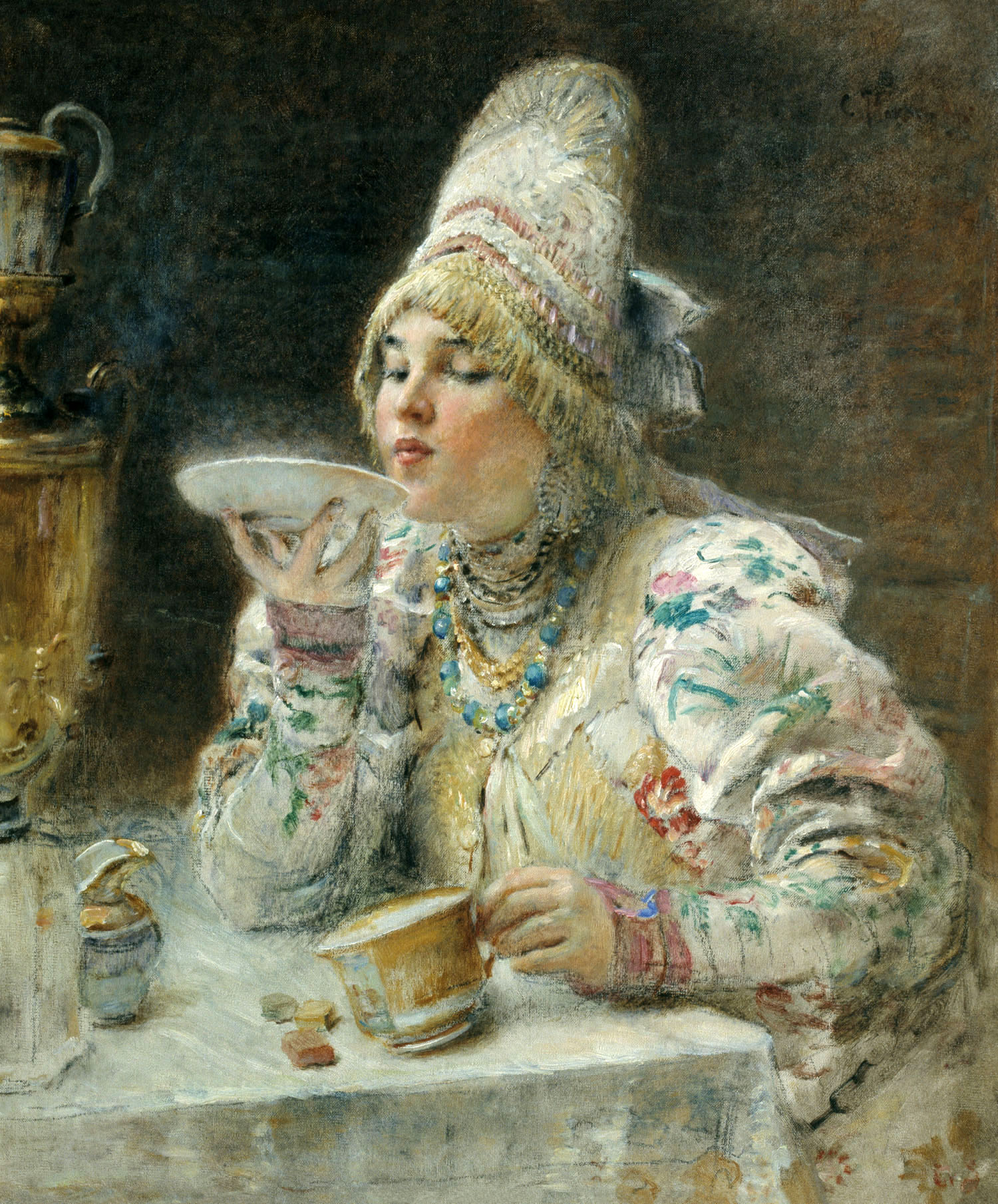
Константин Маковский За чаем.

- Зал русского искусства 2-й половины XIX века — произведения русских художников академического и реалистического направления, созидавших свои работы во 2-й половине XIX века.

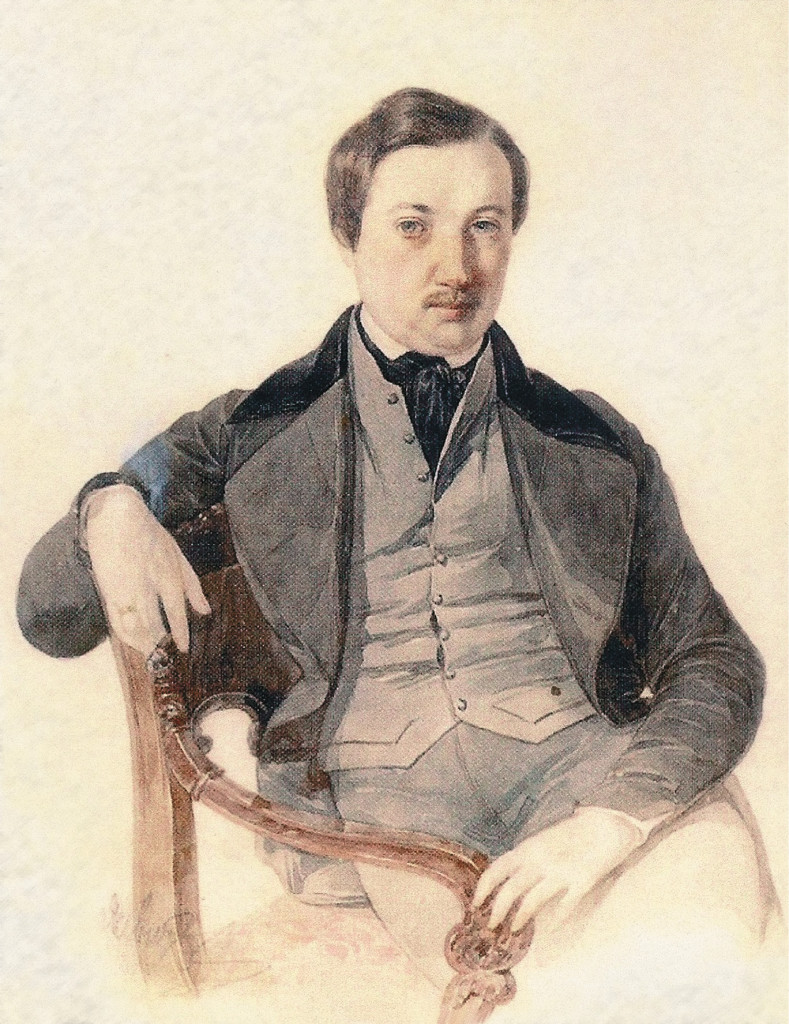
К. А. Ясевич (1813-1888). Портрет неизвестного. 1840-е

- Выставочный зал музея. В выставочном зале музея в течение года экспонируются тематические выставки из собственных фондов, частных собраний и привозные выставки.

## Отделы[7]
- Отдел образовательных программ и связей с общественностью
- Научно-экспозиционный отдел
- Отдел хранения
- Отдел развития и информационного обеспечения музея
- Отдел кадров, бухгалтерия, экономический сектор
- Библиотека
- Отдел материально-технического обеспечения

## Филиалы
- Музей А. А. Пластова (ул. Гончарова,16). Открыт в 2010 году[8]. Здание было построено в 1913-14 гг. по проекту архитектора А. П. Максимова для  Симбирского первого высшего начального училища[9]. Музей посвящён жизни и творчеству Народного художника СССР, лауреата лауреата Ленинской премии (1966) и Сталинской премии первой степени (1946), действительного члена Академии художеств СССР Аркадию Александровичу Пластову, уроженцу села Прислониха Симбирской губернии.

В своей деятельности руководствуется следующими целями:
- хранение подлинных произведений А. А. Пластова, Д. И. Архангельского, В. В. Киселёва,  Н. А. Пластова;
- хранение уникального банка документов, фотографий, писем, отражающих историю жизни и творческой деятельности А. А. Пластова, Д. И. Архангельского;
- выполнение функции учреждения культуры, применяющего современные музейные, образовательные, просветительские, туристические технологии;
- выполнение функции центра по оказанию консультативной помощи музеям, действующим на территории Ульяновской области, в вопросах экспозиционной и просветительской работы, связанной с жизнью и творчеством А. А. Пластова.

Выставки:
- «А. А. Пластов — великий русский художник» (более 50 подлинных произведений А. А. Пластова);
- «Образы Родины» (более 200 подлинных работ А. А. Пластова из собрания семьи художника, документальные фотографии жителей Прислонихи, выполненные Н. А. Пластовым, сыном художника; личные вещи из мастерской А. А. Пластова).

- Музей изобразительного искусства XX-XXI вв. (ул. Л.Толстого, 51). Открыт в 1992 году на базе картинной галереи «В. И. Ленин в изобразительном искусстве», существовавшей с 1970 года[10]. Находится в бывшем особняке барона Х. Г. Штемпеля, построенном в 1905—1906 годах по проекту архитектора А. А. Шодэ.

В постоянной экспозиции представлено: искусство начала XX века, русский авангард, советское искусство 1930—1980 гг., экспозиция произведений А. А. Пластова. Ежегодно музей проводит не менее 10 выставок. Существует несколько направлений в выставочной работе: выставки ульяновских художников, концептуальные выставки и выставки — версии из фондов, выставки из других музеев, городов и стран. Проводятся ежегодные концерты, особенно популярны «Летние ассамблеи в Музее», «Пластовские сезоны».
- Музей «Усадьба народного художника СССР А. А. Пластова» (Ульяновская область, Карсунский район, с. Прислониха). Открыт в 1988 году. Размещается в здании Правления бывшего колхоза им. М. И. Калинина, где Аркадий Александрович Пластов работал ряд лет в качестве писаря сельсовета и секретаря Комбеда[12].

В витринах размещены подлинные вещи из мастерской художника: его палитра, тюбики с красками, лаки, корневая скульптура, различные предметы художественного творчества и кисти мастера. Рядом — этюдник, складной походный стульчик и большой полотняный зонт. В экспозиции музея также можно познакомиться с рабочими альбомами А. А. Пластова, заполненными его рисунками, набросками.
- Молодежный центр современного искусства (МЦСИ) (ул. Ленина, 83)

В центре расположены вставочные пространства, лекторские, арт-коворкинги, мастерские и резиденции для креативных индустрий. Находится в исторической части города, в бывшем доме купца Мельникова.

## Публикации[14]
- Русская живопись в музеях РСФСР. Вып.3. Москва, 1957.
- Русская, советская и западноевропейская живопись: Каталог/Авт. вступ. ст. и сост. А. П. Пальчикова. Ульяновск, 1957.
- Сообщения Ульяновского областного художественного музея. Ульяновск, 1959.
- Ульяновский областной художественный музей: Русская, советская и западноевропейская графика: Каталог/Сост. Т. И. Юдичева. Ульяновск, 1959.
- Ульяновский областной художественный музей: Путеводитель/Авт.- сост. Е. Ф. Кожина, Н. П. Оскарова, Н. С. Храмцова и др. Ленинград, 1961.
- Ульяновский областной художественный музей: Альбом/Авт.- сост. Н. Агафонова. Москва. 1974.
- Ульяновский областной художественный музей: Западноевропейская живопись XVI—XIX вв.: Каталог/Авт.- сост. Н. В. Спешилова. Ульяновск, 1978.
- Цодикович В. К. Иконопись, парсуна, деревянная скульптура XVI—XIX веков: Каталог. Ульяновск, 1981.
- Ульяновский областной художественный музей: Советская живопись: Каталог/Сост. Н. П. Оскарова. Ульяновск, 1982.
- Русская народная картинка: Из фондов Ульяновского областного художественного музея: Каталог/Авт. вступ. ст. и сост. Е. Н. Сергеева. Ульяновск, 1987.
- Цодикович В. К. Народная деревянная скульптура Ульяновской области XVII—XIX вв. Ульяновск, 1988.
- А. А. Пластов. Произведения художника в Ульяновском художественном музее: Каталог. Ульяновск, 1989.
- Спешилова Н. В. Западноевропейская гравюра XVI—XIX вв.: Каталог. Ульяновск, 1991.
- Цодикович В. К. Русское церковное искусство XVIII—XX вв. Ульяновск, 1991.
- Цодикович В. К. Семантика иконографии «Страшного суда» в русском искусстве XV—XVI веков. Ульяновск, 1995.
- Ульяновский областной художественный музей: Альбом/Авт. вст. ст. Т. Ф. Верещагина. Ульяновск, 2000.
- Художественная культура Поволжья конца XVIII—XX вв.: Материалы I Поливановских чтений, 24-25 апреля 2001 г. Ульяновск, 2002.
- Усадебная культура Поволжья конца XVIII — начала XX вв.: Материалы II Поливановских чтений, 24-25 апреля 2002 г. Ульяновск, 2003.
- Творчество А. А. Пластова в контексте культуры XX века: Материалы III Поливановских чтений, 19 мая 2003 г. Ульяновск, 2004.
- Цодикович В. К. Древнерусское и современное искусство. Ульяновск, 2005.
- Ульяновский областной художественный музей: Альбом/Авт.- сост. Л. П. Баюра. Москва, 2006.
- Баюра Л. П. Василий Григорьевич Худяков. 1826—1871. Жизнь и творчество. Ульяновск, 2007.
- Коллекционеры и меценаты Поволжья: Материалы V Поливановских чтений 27-28 ноября 2007 г. Ульяновск, 2007.
- Музей как феномен культуры: Материалы IV Поливановских чтений 26-27 апреля 2006 г. Ульяновск, 2007.
- А. А. Ермаков: Альбом/Авт. вст. ст. Т. Ф. Верещагина. Ульяновск, 2009.

## Выставки
- 30 января 1973 года состоялось открытие выставки более 60 произведений народного художника СССР  А. А. Пластова, посвященное 80-летию со дня рождения.
- В ноябре 1973 года в музее состоялась выставка более 200 рисунков московской школьницы Нади Рушевой.

## Музей в филателии
- 12 июня 1957 года  Министерством связи СССР издан художественный маркированный конверт (ХМК) — краеведческий музей им. И. А. Гончарова (художник Н. Круглов) (переиздан в 1958 году)[15].
- 16.07.1969 г. — ХМК СССР. Ульяновск. Художественный и краеведческий музеи[16].
- В 1979 году — ХМК. г. Ульяновск. Здание художественного и краеведческого музеев[17].
- В 1980 г. — ХМК. г. Ульяновск. Здание художественного и краеведческого музеев[18].
- В 1998 году Почта России выпустила почтовую марку № 443 посвященную 350-летию Ульяновску, на которой изображен Дом-памятник[19].

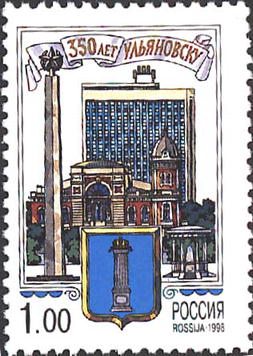
Марка России, 1998 г.
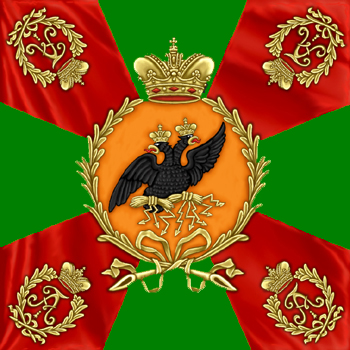
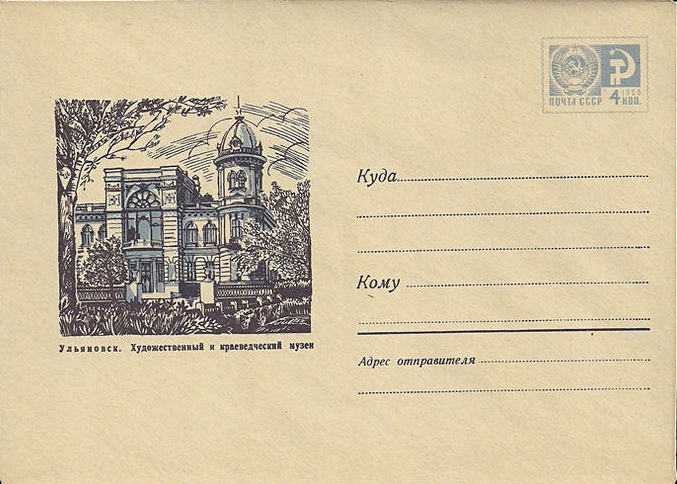
ХМК СССР, 1969 г. Ульяновск. Художественный и краеведческий музеи.
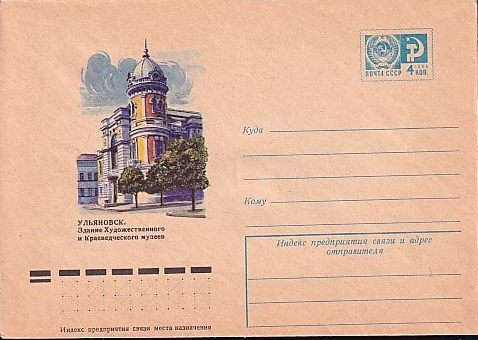
ХМК СССР, 1975 г. Ульяновск. Здание Художественного и Краеведческого музеев.
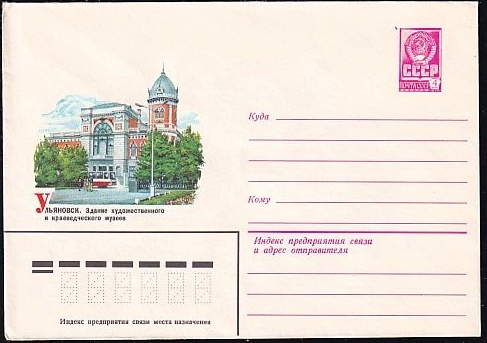
ХМК СССР, 1979. Ульяновск. Здание художественного и краеведческого музеев.
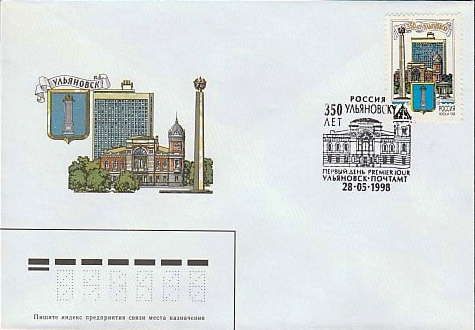
КПД РФ, 1998. 350 лет городу Ульяновск.